# Heinrich Forschner der Jüngere
Karl Heinrich Forschner (der Jüngere; * 15. Juli 1880 in Biberach an der Riß; † 27. Dezember 1959 ebenda) war Zahnarzt und Prähistoriker (Amateur) in seinem Heimatort.

## Leben
Forschner wurde als Sohn des älteren Heinrich Forschner geboren. Er erhielt am 26. Mai 1955 das Bundesverdienstkreuz am Bande. Gewürdigt wurden damit seine geologischen und archäologischen Forschungen in Süddeutschland. Entdeckt hatte er 1920 die Siedlung Forschner, einen bronzezeitlichen Fundplatz im Federseeried mit Pfahlbauten, der auch ein Raum in der Außenstelle Konstanz des Archäologischen Landesmuseums Baden-Württemberg gewidmet ist. 

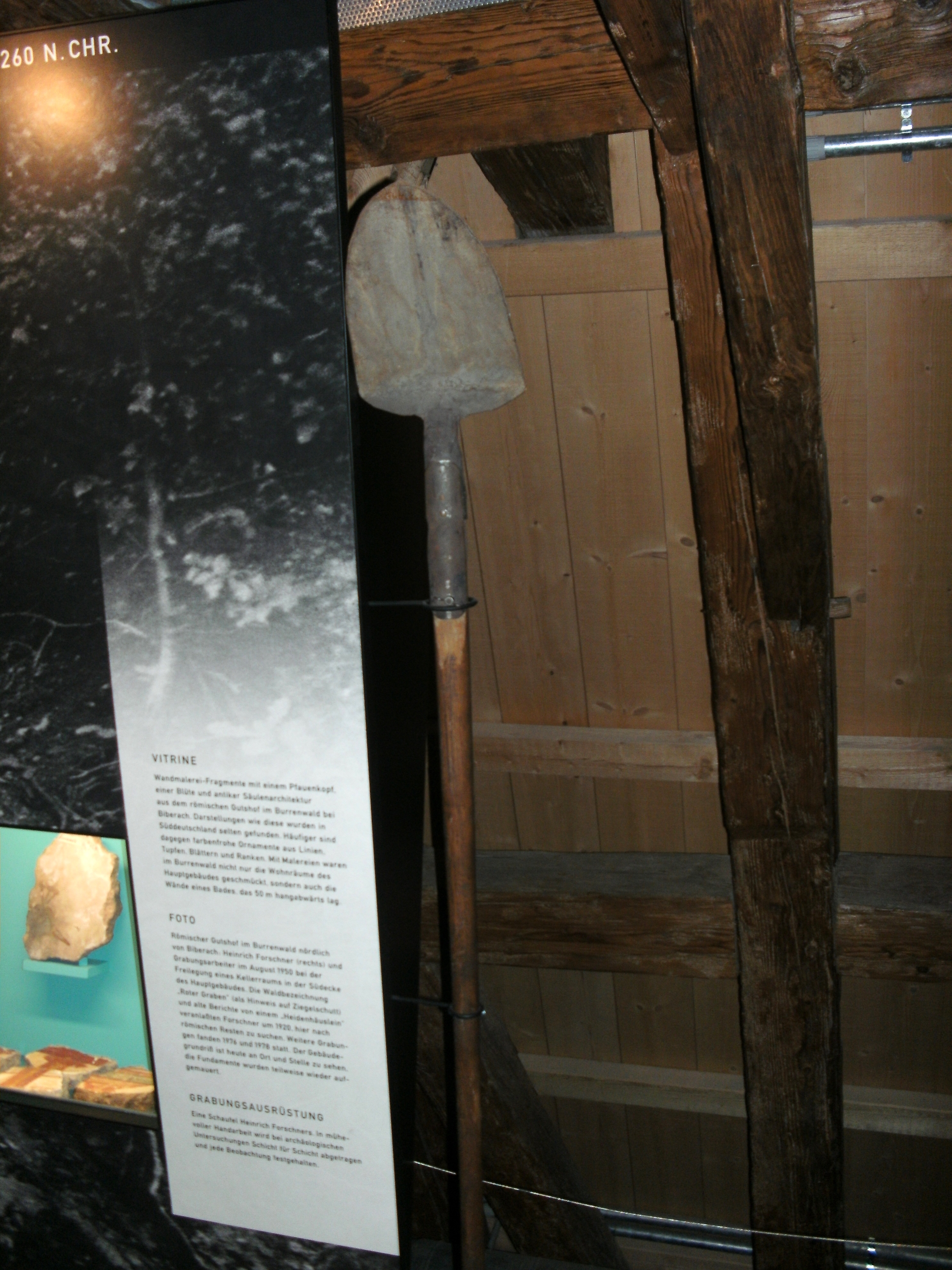
Forschners Schaufel im Museum Biberach

Seine archäologische Sammlung, die das Regierungspräsidium Tübingen wegen ihrer besonderen wissenschaftlichen Bedeutung im Jahr 2002 in das Denkmalbuch eingetragen hat, umfasst rund 22.000 Fundgegenstände von mehr als 300 Fundplätzen, vor allem aus Oberschwaben – darunter zwei UNESCO-Welterbestätten: Pfahlbausiedlung am Schreckensee und Siedlung Forschner (beide zählen zu den Prähistorischen Pfahlbauten um die Alpen) – und aus dem Donautal, aber auch aus Belgien und Frankreich. Sie wird in der Archäologie-Abteilung des Museums Biberach (vormals Braith-Mali-Museum) in Biberach an der Riß präsentiert. Er war verheiratet und hatte drei Söhne.
Die archäologische Sammlung wurde am 19. Februar 2016 von der „Erbengemeinschaft Forschner“ (Berthilde Flad, Diethelm, Wilfried und Andreas Forschner) der Stadt Biberach als Schenkung übereignet.